# MTV Video Music Awards de 1985
A cerimônia dos MTV Video Music Awards de 1985 foi transmitida ao vivo pela MTV em 13 de setembro de 1985, tendo premiado os melhores videoclipes lançados entre 1 de julho de 1984 e 30 de junho de 1985. O programa foi apresentado por Eddie Murphy, no Radio City Music Hall, em Nova Iorque.

## Performances
| Artista                                  | Canção                                                                       | Apresentado por                                |
| ---------------------------------------- | ---------------------------------------------------------------------------- | ---------------------------------------------- |
| Eurythmics                               | "Would I Lie to You?"                                                        | Eddie Murphy                                   |
| Run-DMC                                  | rap sobre as regras de elegibilidade e votação do VMAs                       | Eddie Murphy                                   |
| Hall & Oates Eddie Kendrick David Ruffin | Medley: "Everytime You Go Away" "The Way You Do the Things You Do" "My Girl" | Eddie Murphy                                   |
| Tears for Fears                          | "Shout"                                                                      | Eddie Murphy                                   |
| John Cougar Mellencamp                   | "Lonely Ol' Night"                                                           | Eddie Murphy                                   |
| Pat Benatar                              | "7 Rooms of Gloom"                                                           | Eddie Murphy Jim Smith (pessoa trazida da rua) |
| Sting                                    | "If You Love Somebody Set Them Free"                                         | Eddie Murphy                                   |
| Eddie Murphy                             | "Party All the Time"                                                         | —                                              |

## Vencedores e indicados
| Vídeo do Ano (apresentado por Tina Turner) | Melhor Vídeo Masculino (apresentado por Grace Jones) |
| --- | --- |
| - Don Henley — "The Boys of Summer" - Tom Petty and The Heartbreakers — "Don't Come Around Here No More" - David Lee Roth — "California Girls" - David Lee Roth — "Just a Gigolo/I Ain't Got Nobody" - USA for Africa — "We Are the World" | - Bruce Springsteen & The E Street Band — "I'm on Fire" - Glenn Frey — "Smuggler's Blues" - Don Henley — "The Boys of Summer" - David Lee Roth — "California Girls" - David Lee Roth — "Just a Gigolo/I Ain't Got Nobody" |
| Melhor Vídeo Feminino (apresentado por David Lee Roth) | Melhor Grupo (apresentado por Don Henley) |
| - Tina Turner — "What's Love Got to Do with It" - Cyndi Lauper — "She Bop" - Madonna — "Material Girl" - Sade — "Smooth Operator" - Sheila E. — "The Glamorous Life" | - USA for Africa — "We Are the World" - The Cars — "Drive" - Eurythmics — "Would I Lie to You?" - Huey Lewis & the News — "If This Is It" - U2 — "Pride (In the Name of Love)" |
| Artista Revelação (apresentado por Bryan Adams e Jim Kerr) | Melhor Conceito (apresentado por Morris Day) |
| - 'Til Tuesday — "Voices Carry" - Frankie Goes to Hollywood — "Two Tribes" - Julian Lennon — "Too Late for Goodbyes" - Sade — "Smooth Operator" - Sheila E. — "The Glamorous Life" | - Glenn Frey — "Smuggler's Blues" (Conceito: Glenn Frey e Duncan Gibbins) - Frankie Goes to Hollywood — "Two Tribes" (Conceito: Godley & Creme e ZTT) - Don Henley — "The Boys of Summer" - Tom Petty and the Heartbreakers — "Don't Come Around Here No More" - David Lee Roth — "Just a Gigolo/I Ain't Got Nobody" (Conceito: David Lee Roth e Pete Angelus)                                                                                                |
| Vídeo Mais Experimental (apresentado por Benjamin Orr e Elliot Easton) | Melhor Performance de Palco em um Vídeo (apresentado por Mick Jones e Lou Gramm) |
| - Art of Noise — "Close (To the Edit)" (Direção: Zbigniew Rybczyński) - Lindsey Buckingham — "Go Insane" (Direção: Daniel Kleinman) - Lindsey Buckingham — "Slow Dancing" (Direção: Daniel Kleinman) - Chris Isaak — "Dancin' " (Direção: Mary Lambert e Chris Isaak) - Lone Justice — "Ways to Be Wicked" (Direção: Mary Lambert) | - Bruce Springsteen & The E Street Band — "Dancing in the Dark - David Bowie — "Blue Jean" (live version)" - Eurythmics — "Would I Lie to You?" - Talking Heads — "Once in a Lifetime (ao vivo)" - Tina Turner — "Better Be Good to Me" |
| Melhor Performance Geral (apresentado por Sheila E. e Paul Young) | Melhor Direção (apresentado por Glenn Frey) |
| - Phillip Bailey e Phil Collins — "Easy Lover" - Eurythmics — "Would I Lie to You?" - David Lee Roth — "Just a Gigolo/I Ain't Got Nobody" - Bruce Springsteen — "Dancing in the Dark" - USA for Africa — "We Are the World" | - Don Henley — "The Boys of Summer" (Direção: Jean-Baptiste Mondino) - Bryan Adams — "Run to You" (Direção: Steven Barron) - Chris Isaak — "Dancin'" (Direção: Mary Lambert) - Simple Minds — "Don't You (Forget About Me)" (Direção: Daniel Kleinman) - Toto — "Stranger in Town" (Direção: Steven Barron) - Duran Duran — "Wild Boys" (Direção: Russell Mulcahy) - Tom Petty and the Heartbreakers — "Don't Come Around Here No More" (Direção: Jeff Stein) |
| Melhor Coreografia (apresentado por Julian Lennon e Corey Hart) | Melhores Efeitos Especiais (apresentado por Joan Baez) |
| - Elton John — "Sad Songs (Say So Much)" (Coreografia: David Atkins) - Eurythmics — "Would I Lie to You?" (Coreografia: Eddie Baytos) - Madonna — "Like a Virgin" (Coreografia: Madonna) - Madonna — "Material Girl" (Coreografia: Kenny Ortega) - Prince and The Revolution — "When Doves Cry" (Coreografia: Prince) - Sheila E. — "The Glamorous Life" (Coreografia: Lesli Glatter) - Tina Turner — "Private Dancer" (Coreografia: Arlene Phillips) | - Tom Petty and the Heartbreakers — "Don't Come Around Here No More" (Efeitos Especiais: Tony Mitchell, Kathy Dougherty e Peter Cohen) - Bryan Adams — "Run to You" (Efeitos Especiais: Cinebuild) - Lindsey Buckingham — "Go Insane" (Efeitos Especiais: David Yardley) - Lindsey Buckingham — "Slow Dancing" (Efeitos Especiais: David Yardley) - Culture Club — "It's a Miracle" (Efeitos Especiais: David Yardley)                                        |
| Melhor Direção de Arte (apresentado por Mark Goodman) | Melhores Edição (apresentado por J.J. Jackson) |
| - Don Henley — "The Boys of Summer" (Direção de Arte: Bryan Jones) - Bryan Adams — "Run to You" (Direção de Arte: Steven Barron) - Peter Brown — "Zie Zie Won't Dance" (Direção de Arte: John Jolly) - Culture Club — "It's a Miracle" (Direção de Arte: Bruce Hill) - Madonna — "Like a Virgin" (Direção de Arte: John Ebdon) - Simple Minds — "Don't You (Forget About Me)" (Direção de Arte: Mark Rimmell)                                         | - Art of Noise — "Close (To the Edit) (Edição: Zbigniew Rybczyński)" - Bryan Adams — "Run to You" (Edição: John Mister) - Lindsey Buckingham — "Go Insane" (Edição: David Yardley) - Lindsey Buckingham — "Slow Dancing" (Edição: David Yardley) - Eurythmics — "Would I Lie to You?" (Edição: Glenn Morgan)) |
| Melhor Cinematografia (apresentado por Alan Hunter) | Escolha da Audiência (apresentado por Aimee Mann e Stephen Pearcy) |
| - Don Henley — "The Boys of Summer" (Direção de Fotografia: Pascal Lebègue) - Bryan Adams — "Heaven" (version 2) (Direção de Fotografia: Peter MacDonald) - Bryan Adams — "Run to You" (Direção de Fotografia: Frank Gell) - Lindsey Buckingham — "Go Insane" (Direção de Fotografia: Oliver Stapleton) - Madonna — "Like a Virgin" (Direção de Fotografia: Peter Sinclair)                                                                           | - USA for Africa — "We Are the World" - Don Henley — "The Boys of Summer" - Tom Petty and the Heartbreakers — "Don't Come Around Here No More" - David Lee Roth — "California Girls" - David Lee Roth — "Just a Gigolo/I Ain't Got Nobody" |
| Prêmio Video Vanguard | Prêmio Reconhecimento Especial (apresentado por Joan Baez) |
| Russell Mulcahy (apresentado por John Taylor e Andy Taylor) David Byrne (apresentado por Chrissie Hynde) Godley & Creme (apresentado por Herbie Hancock) | Bob Geldof |